# جو سميث (لاعب كرة قاعدة أمريكي)
جو سميث (بالإنجليزية: Joe Smith)‏ هو لاعب كرة قاعدة أمريكي، ولد في 29 ديسمبر 1893 في نيويورك في الولايات المتحدة، وتوفي في 12 يناير 1974 في يونكيرس في الولايات المتحدة.

## وصلات خارجية
- جو سميث على موقعبيزبول رفرنس.كوم (الدوري الرئيسي) (الإنجليزية)
- جو سميث على موقعبيزبول رفرنس.كوم (الدوري الثانوي) (الإنجليزية)
- جو سميث على موقع إي إس بي إن.كوم (أم.أل.بي) (الإنجليزية)
- جو سميث على موقع مشجعي الرسوم البيانية (الإنجليزية)